# Mit land - og dit
|  | Denne artikel er oprettet af botten PalnaBot ud fra en ekstern database. Den kan derfor have sproglige fejl eller mangler. Denne skabelon kan fjernes efter kontrol af indholdet. |

Mit land - og dit er en dokumentarfilm instrueret af Lise Roos efter manuskript af Lise Roos.

## Handling
Om flygtninge to forskellige steder i verden. En vietnamesisk familie i en flygtningelejr i Thailand, og en vietnamesisk familie integreret i det danske samfund. Familien i Danmark har fem børn, som alle er i daginstitutioner og skole. Moderen arbejder hele dagen, og faderen er hjemmegående, fordi han ikke kan få arbejde. Set med vietnamesiske øjne er Danmark et mærkeligt land. Danskerne har for travlt til at være sammen med hinanden. Børnene har stor frihed og nærer ingen respekt for de voksne.